# Eilean Dubh Mòr
Eilean Dubh Mòr (del gaélico escocés: gran isla negra), es una isla deshabitada, localizada en archipiélago de las Hébridas Interiores, en Escocia. Se encuentra ubicada en la boca del Firth of Lorn, entre las islas de Lunga y Garbh Eileach.
- Datos: Q3049412
- Multimedia: Eilean Dubh Mòr / Q3049412